# Jeff Szusterman
Jeff Szusterman (Nuova Zelanda, 6 marzo 1966) è un attore e doppiatore neozelandese noto per aver interpretato Master Xandred in Power Rangers Samurai.
Insieme a sua moglie, l'attrice Jacque Drew, Szusterman dirige una compagnia teatrale chiamata "Still Water Rising". Tra le opere che dirige ci sono My First Time al Fortune Theatre di Dunedin, Mojo e A History of the American Film. Al 25° Drammy Awards annuale nel 2001, Szusterman ha vinto il premio come miglior attore protagonista per il suo lavoro in Not About Heroes.

## Filmografia
- Return to Treasure Island (1996) come Jacob
- The Shirt (2000) come Nick
- Hercules (2005) come Silenus
- Doves of War (1 episodi, 2006) come Michael Kadir
- Paradise at the End of the World (2009) come Jeffrey Trench
- The Cult (1 episode, 2009) come Doctor
- The Jaquie Brown Diaries (5 episodi, 2009) come Randall
- La spada della verità (2 episodi, 2009-2010) come Capitano Frannick
- Power Rangers Samurai (19 episodi 2011) come Master Xandred (voce) e Octoroo (voce)
- Power Rangers Super Samurai (22 episodes 2012) come Master Xandred (voce) e Octoroo (voce)
- Power Rangers Dino Charge (1 episodi 2015) come Scrapper (voce)
- Power Rangers Dino Super Charge (2 episodi 2016) come City Worker